# بوب زوكرمان
بوب زوكرمان هو سياسي أمريكي، ولد في 19 ديسمبر 1960.